# Eichstetten am Kaiserstuhl
Eichstetten am Kaiserstuhl est une commune de Bade-Wurtemberg (Allemagne), située dans l'arrondissement de Brisgau-Haute-Forêt-Noire, dans le district de Fribourg-en-Brisgau.